# Trigonoptera margaretae
Trigonoptera margaretae là một loài bọ cánh cứng trong họ Cerambycidae.